# Amt Schafflund
Amt Schafflund (danès Skovlund; frisó septentrional: Schaflün) és un amt del districte de Slesvig-Flensburg, a Slesvig-Holstein, Alemanya, que comprèn la part continental septentrional del districte. Té una extensió de 236,8 km² i una població de 12.211 habitants (2008). La seu és a Schafflund. El burgmestre és Reinhard Friedrichsen.

## Subdivisions
L'Amt Schafflund és format pels municipis:
1. Böxlund
2. Großenwiehe
3. Hörup
4. Holt
5. Jardelund
6. Lindewitt
7. Medelby
8. Meyn
9. Nordhackstedt
10. Osterby
11. Schafflund
12. Wallsbüll
13. Weesby